# デューク・レコード
デューク・レコード（Duke Records）は、1952年に設立されたアメリカ合衆国のブルース、R&B系レコードレーベル。

## 歴史
1952年にデューク・レコードは、ラジオ局WDIAの番組ディレクターだったデヴィッド・マティスによってメンフィスに設立された。レーベルとしての最初のリリースは、同年リリースしたロスコー・ゴードンのシングル"Hey Fat Girl"だった。続いて同年、レーベル最大のスターとなったボビー・ブランドとも契約をしている。
設立後間もない1952年8月に、ヒューストンのピーコック・レコードのオーナーだったドン・ロビーが出資し、レーベルの共同経営者となった。翌年の4月にはロビーがデュークの経営権を完全掌握するに至り、レーベルの事務所はヒューストンのピーコックと同じ場所（ロビーが経営していたブロンズ・ピーコック・クラブの住所）に移設されている。2つのレーベルは事務所と経営者は同一でありながら、その後も形式的には別レーベルとして共存して行った。
1957年、傘下にソウル系レーベルのバックビート・レコードを設立。同レーベルからはO.V.ライトなどがレコードをリリースしている。
1973年、ロビーはデュークをピーコックと一括で、ABC-ダンヒル・レコードへ売却し、経営から撤退した。これにより、レーベルとしての活動は終了することとなった。現在、デュークの音源はユニバーサル・ミュージックが保有している。

## アーティスト
- ボビー・ブランド
- ロスコー・ゴードン
- フェントン・ロビンソン
- ラリー・デイヴィス
- ジョニー・エイス
- オーティス・ラッシュ